# Löcknitz
Löcknitz – miejscowość i gmina w Niemczech, w kraju związkowym Meklemburgia-Pomorze Przednie w powiecie Vorpommern-Greifswald, siedziba Związku Gmin Löcknitz-Penkun, położona przy drodze Pasewalk-Szczecin (B104 i DK10), nad rzeką Randow, na Pomorzu.

## Toponimia
Nazwa, notowana w źródłach średniowiecznych w formie Lokeniz (1212), Lochniza (1216), Lockenitza (1250), Lokniz (1267), Lokenitze (1327), ma źródłosłów słowiański. Pochodzi od słowa lъkno, oznaczającego mokradła, roślinność bagienną. W języku polskim rekonstruowana w formie Łęknica.

## Historia

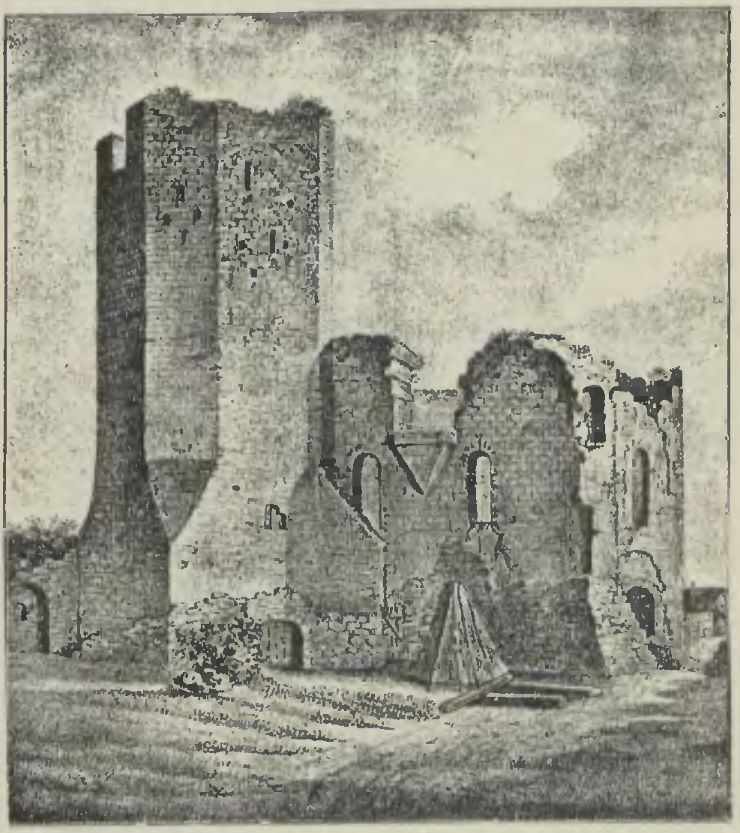
Pozostałości zamku w XIX w.

Znaleziska potwierdzają ślady osadnictwa w epoce kamienia. Ok. roku 600 n.e. osiedliły się na tym terenie słowiańskie plemiona określane jako Wkrzanie, należący do grupy Wieletów (Luciców). Pierwsza wzmianka o miejscowości w dokumentach pochodzi z 1267 roku.
W czasie wojny trzydziestoletniej zamek i otaczające go wioski zostały zniszczone; na terenie miejscowości zachowała się jedynie ośmioboczna wieża zamkowa, pochodząca z okresu średniowiecza. W 1807 roku tereny zostały splądrowane przez armię Napoleona Bonapartego.
W 1938 roku, w czasie nocy kryształowej, narodowi socjaliści zniszczyli nieliczne żydowskie sklepy oraz pomieszczenia modlitewne.
Od 1992 roku w Löcknitz funkcjonuje dwujęzyczne polsko-niemieckie gimnazjum.

## Zabytki
- pozostałości zamku
- kościół ewangelicki
- gmach dawnej kasy oszczędności, obecnie siedziba administracji związku gmin
- gmach dawnej szkoły, obecnie biblioteka i urząd gminy
- wieża ciśnień
- stare domy
- cmentarz żołnierzy radzieckich

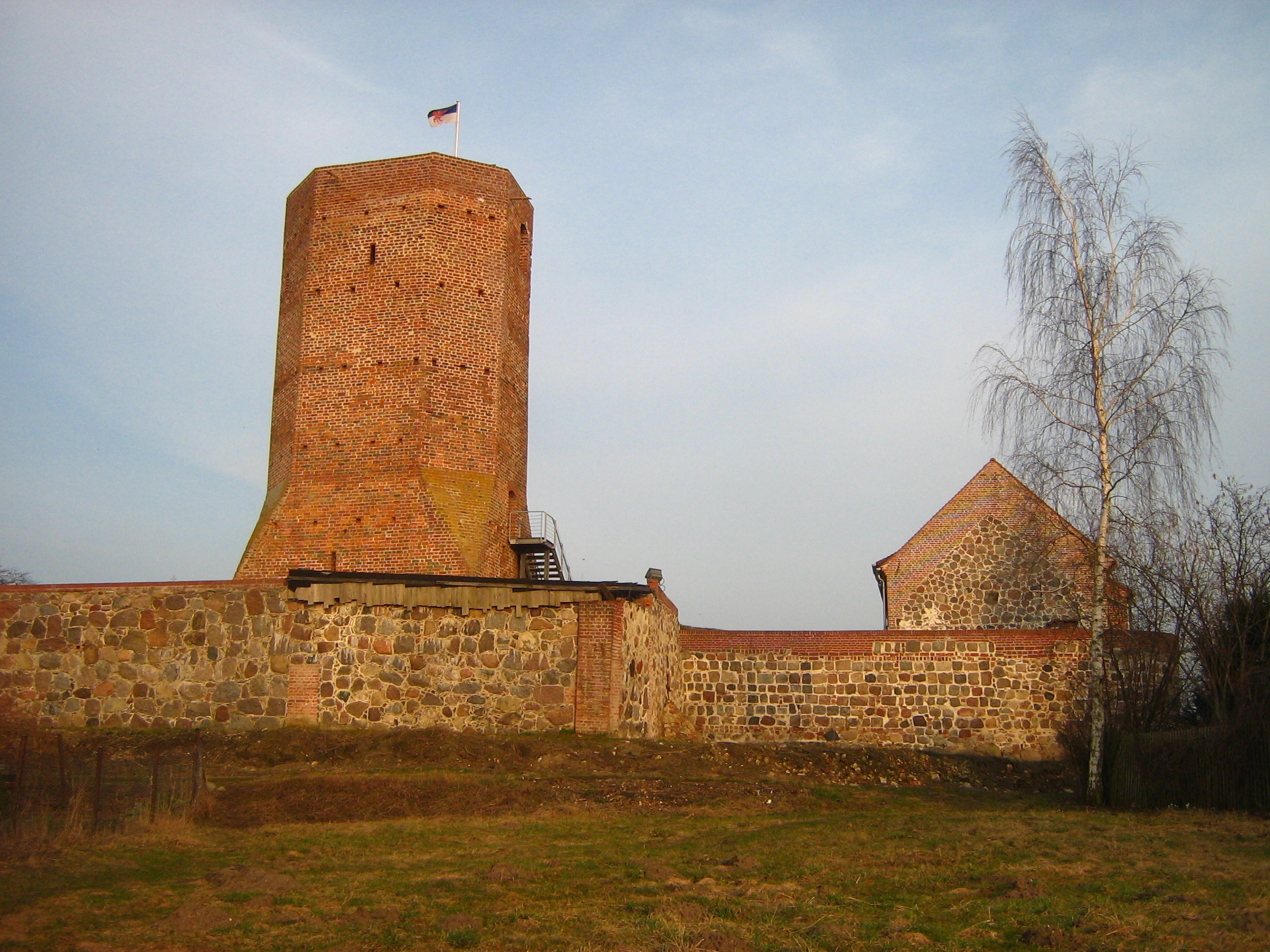
Pozostałości zamku
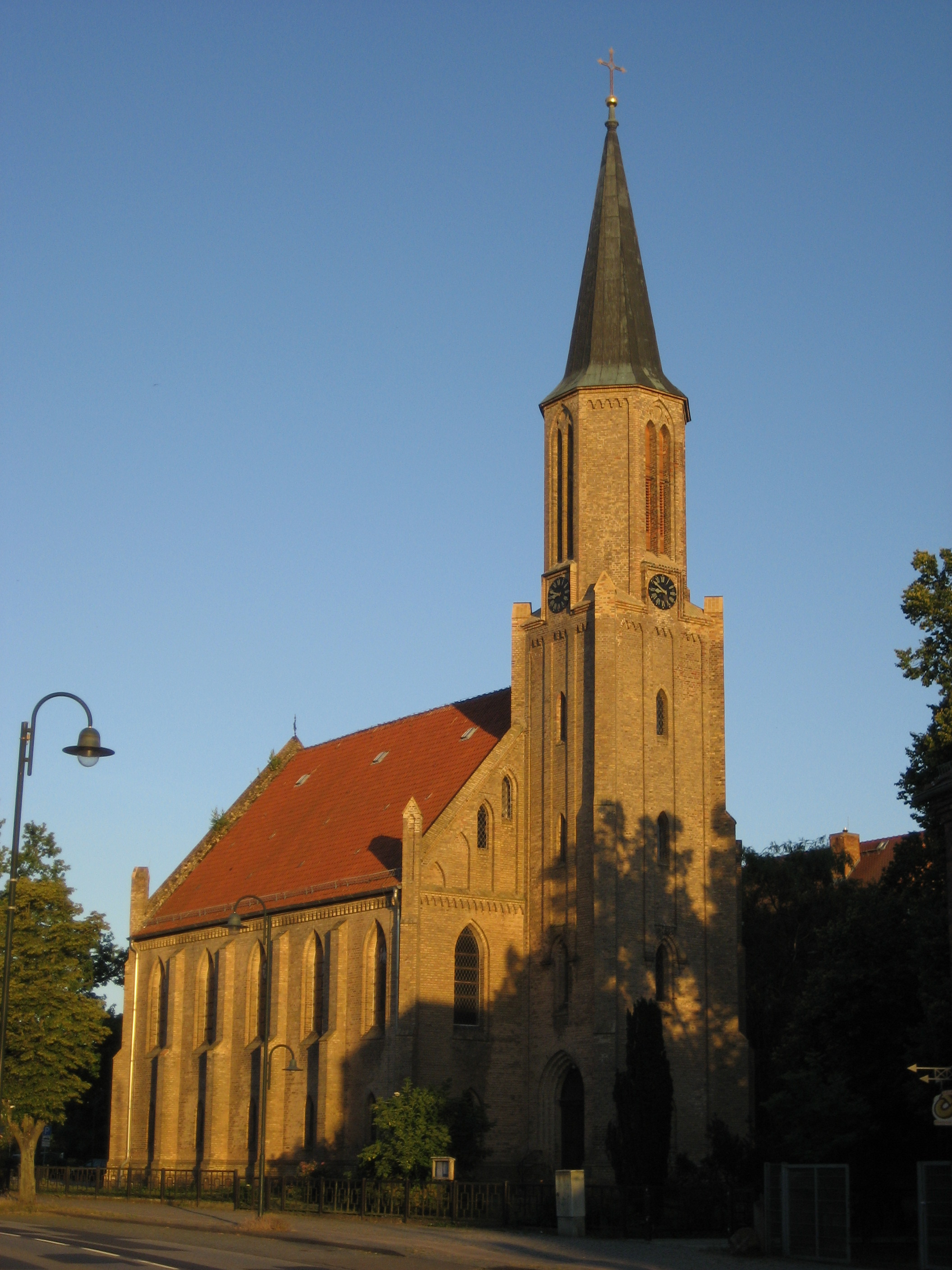
Kościół ewangelicki
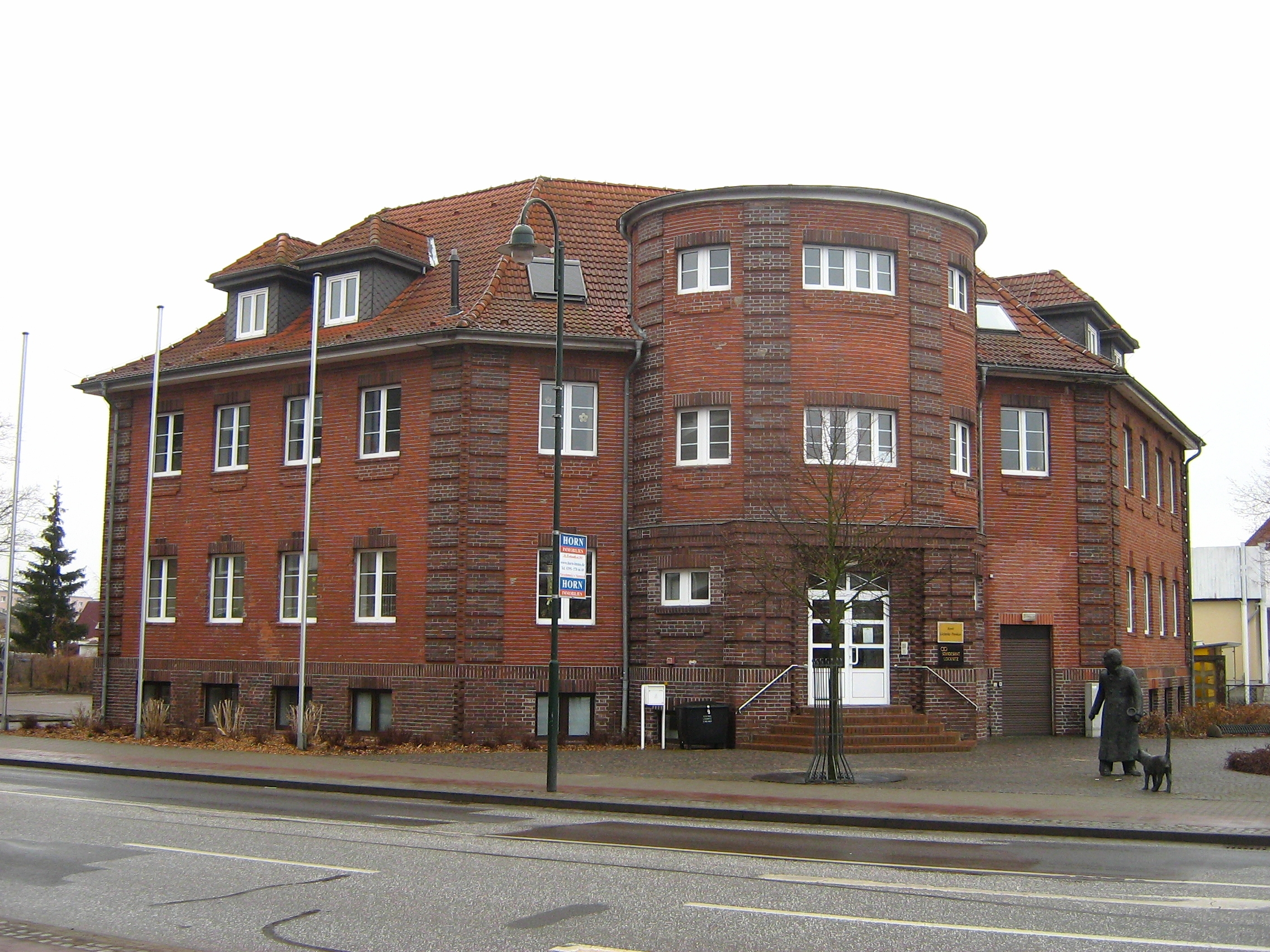
Dawna kasa oszczędności
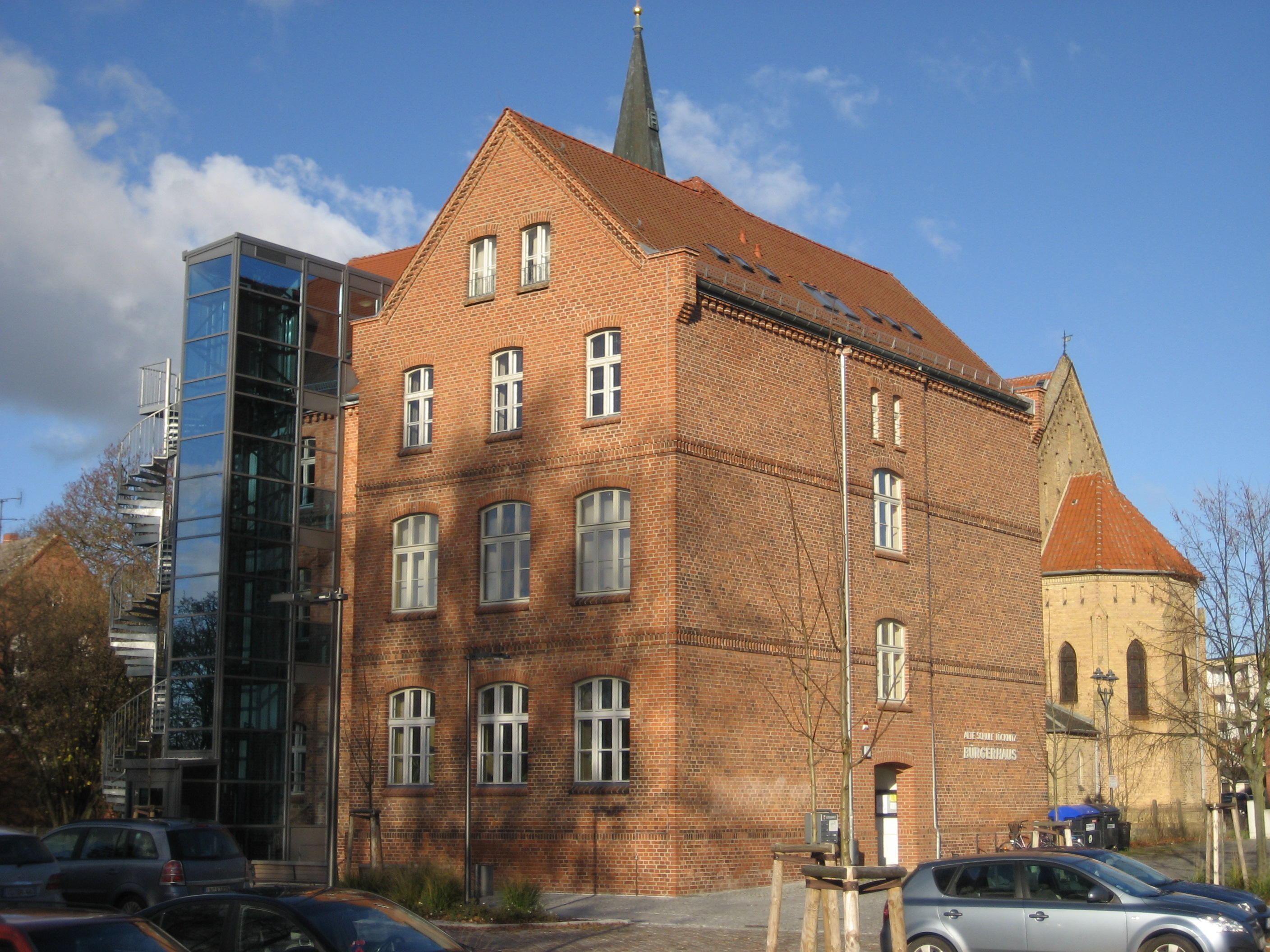
Dawna szkoła

## Społeczność

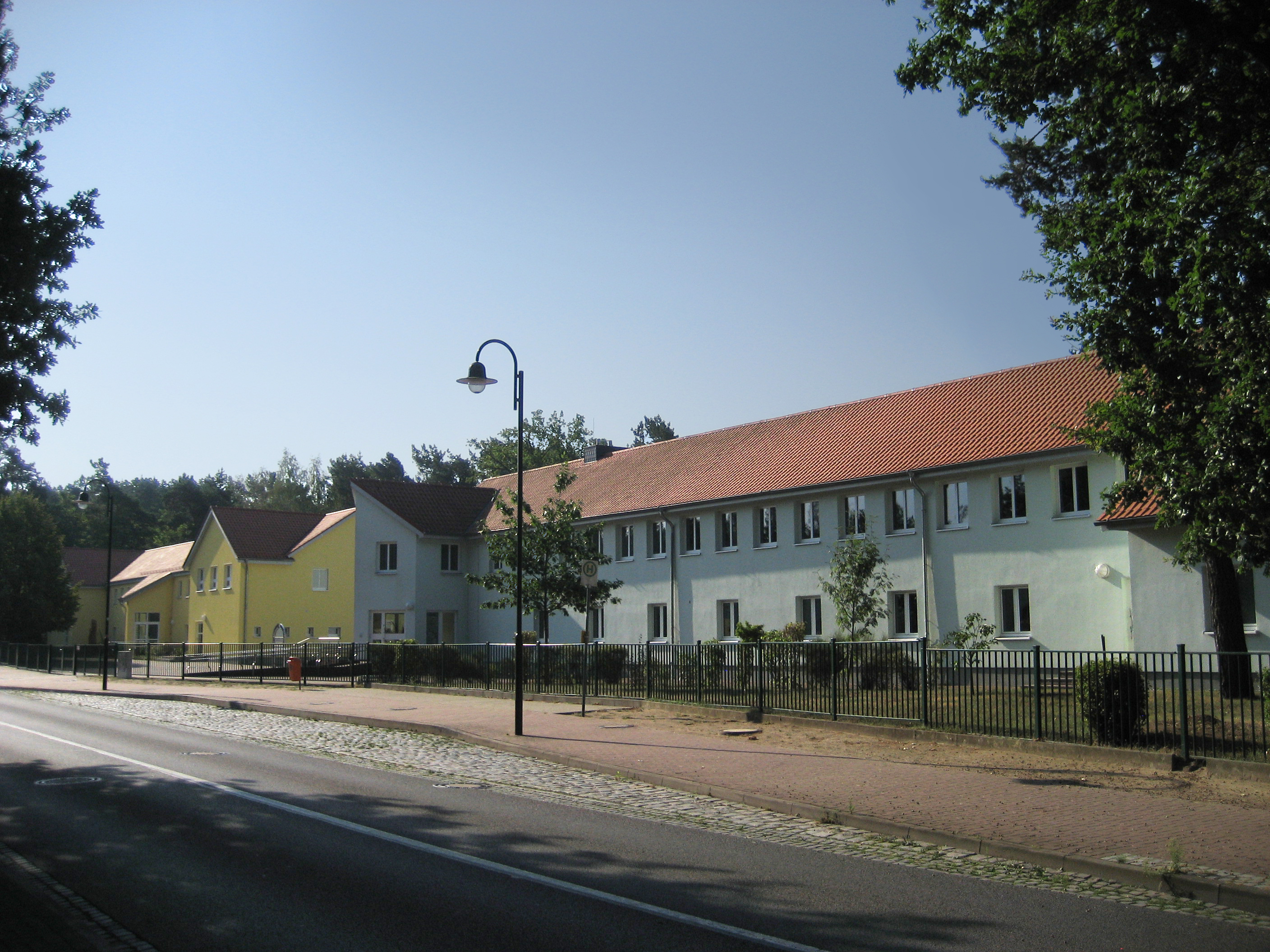
Niemiecko-Polskie Gimnazjum i Liceum

Po wstąpieniu Polski do Unii Europejskiej bardzo dużo Polaków ze Szczecina przeniosło się do Löcknitz, z uwagi na dużo niższe ceny mieszkań. Na 3 tys. mieszkańców 650 to Polacy. Także w okolicy mieszkają ich setki. Miasteczko jako jedyne w regionie odnotowuje od paru lat wzrost populacji. W miejscowości rozwijają się także polskie usługi, a firmy niemieckie oraz urzędy zatrudniają polskojęzycznych pracowników.
Rozwój populacji:

## Edukacja
W Löcknitz znajduje się Szkoła Europejska, Niemiecko-Polskie Gimnazjum i Liceum w Löcknitz, współpracujące z Zespołem Szkół im. Ignacego Łukasiewicza w Policach.

## Współpraca
Miejscowości partnerskie:
- Sassenberg, Nadrenia Północna-Westfalia
- Stare Czarnowo, Polska